# Isla Gable
Isla Gable är en ö i Argentina.   Den ligger i provinsen Eldslandet, i den södra delen av landet, 2 400 km söder om huvudstaden Buenos Aires. Arean är 22,0 kvadratkilometer.
Terrängen på Isla Gable är platt. Öns högsta punkt är 89 meter över havet. Den sträcker sig 5,5 kilometer i nord-sydlig riktning, och 8,5 kilometer i öst-västlig riktning.
I omgivningarna runt Isla Gable växer i huvudsak blandskog. Trakten runt Isla Gable är nära nog obefolkad, med mindre än två invånare per kvadratkilometer.